# Эрлих, Людвик
Эрлих Людвик (пол. Ludwik Ehrlich, 11 апреля 1889, Тернополь — 31 октября 1968, Краков, Польша) — польский ученый-правовед. Доктор права, профессор.

## Биография
Родился 11 апреля 1889 года в г. Тернополь (Тернопольский уезд, Королевство Галиции и Лодомерии, Австро-Венгерская империя).
Учился в гимназиях Тернополя и Львова. Изучал право, философию, филологию и историю во Львовском университете. Обучение продолжил в Галле и Берлине (Германия), Оксфорде (Великобритания). Декан факультета права (1934—1937), руководитель кафедры международного права (1945—1961) Ягеллонского университета в Кракове.
Автор более 10 книг по истории международного права и других научных трудов.
Умер 31 октября 1968 года в г. Краков (Польская Народная республика, ныне Польша). Был похоронен 5 ноября того же года на Раковицком кладбище (pas 8, западный ряд, место 1).